# Língua mandarim
Mandarim (chinês simplificado: 官话; chinês tradicional: 官話; pinyin: Guānhuà; lit. "fala dos oficiais"; ou ainda, chinês simplificado: 北方话; chinês tradicional: 北方話; pinyin: Běifānghuà; lit. "dialetos do norte") é uma das variações da língua chinesa falada na maior parte do norte e do sudoeste da China. Quando é considerado um idioma separado, como frequentemente é feito pela literatura acadêmica, o mandarim possui mais falantes do que qualquer outra língua.
Na linguística, o termo "mandarim" pode se referir a qualquer um dos dois conceitos distintos:
- Chinês padrão ou mandarim padrão (Putonghua / Guoyu / Huayu / Hanyu), que é baseado no dialeto específico do mandarim falado em Pequim. O mandarim padrão funciona como a língua oral oficial da República Popular da China, da República da China, e é um dos quatro idiomas oficiais de Singapura. O "chinês" - na prática, o mandarim padrão - é uma das seis línguas oficiais das Nações Unidas.
- Cada um dos dialetos do mandarim, falados no norte e sudoeste da China. Este grupo de dialetos é o foco deste artigo. No uso cotidiano, o termo mandarim se refere normalmente apenas ao mandarim padrão (Putonghua/Guoyu). Num sentido mais amplo, o mandarim é um grupo diverso de dialetos muito próximos linguisticamente, alguns menos mutuamente inteligíveis que outros. É um agrupamento definido e utilizado principalmente por linguistas, e não é comumente utilizado fora dos círculos acadêmicos, ou como forma de autodescrição. Em vez disso, quando perguntados sobre a forma oral do idioma que está utilizando, o chinês que fale uma forma não padrão do mandarim descreverá a variante que está falando, por exemplo, mandarim do sudoeste ou mandarim do nordeste, e considerá-lo diferente do mandarim padrão (putonghua); podem nem mesmo reconhecer que o idioma que falam é categorizado pelos linguistas como uma forma de mandarim, neste sentido mais amplo do termo.

Não existe uma identidade comum "mandarim" baseada no idioma; em vez disso, existem fortes identidades regionais, centradas em cada um dos dialetos individuais, devido à ampla distribuição geográfica e diversidade cultural de seus falantes. Deve-se ressaltar também que, apesar de seu uso difundido no Ocidente, a maior parte dos falantes nativos de mandarim são relutantes em reconhecer o termo mandarim para descrever o idioma, já que a palavra não reflete qualquer origem chinesa; em vez disso, costuma-se referir à língua simplesmente como 'chinês padrão'.
Como todas as outras variantes do chinês, existem diversas controvérsias sobre se o mandarim deve ser considerado um idioma ou um dialeto.

## Etimologia e história
O termo "mandarim" nasceu das relações comerciais entre portugueses e chineses no início do século XVII. Os comerciantes lusitanos aportavam nas cidades chinesas em busca de chá, seda e outros artigos exóticos, e tratavam com funcionários determinados pelo governo imperial da China. Seus subordinados eram proibidos de entrar em contato com os forasteiros, e o comércio era feito apenas com os chineses que mandavamː assim, o idioma utilizado por estes funcionários ficou conhecido como "mandarim" no ocidente[carece de fontes?]. Outra versão largamente difundida para a origem da palavra é que ela viria originalmente do Sânscrito "mantri", significando "conselheiro", "ministro de estado", passando então ao malaio "menteri", depois ao português "mandarim" e, a partir do português, teria sido assimilada por outras línguas europeias, incluindo o inglês, onde o registro do primeiro uso da palavra "mandarin" data de 1589.
O mandarim possui 80 000 (oitenta mil) caracteres, chamados de hanzis, dos quais 7 000 (sete mil) são mais usados.
Uma pesquisa nacional do Ministério da Educação da China mostrou que, hoje em dia, 94% dos chineses falam mandarim[carece de fontes?], a língua oficial do país, na China chamada de pǔtōnghuà. Nada surpreendente para uma população que possui 55 minorias étnicas (10% da população em termos quantitativos), todas com seus dialetos próprios[carece de fontes?].
O mandarim se tornou língua nacional da China em 1956, mas, desde esta época, o país discute se forçar suas minorias étnicas a falar mandarim não seria como condená-las ao fim. Pelo visto, a resistência é forte. No Tibete, por exemplo, onde a maioria da população ainda é pobre, todos falam tibetano e só o topo da pirâmide social possui um putonghua básico.